# Seiko Nakano
Pour les articles homonymes, voir Nakano (homonymie).
Seiko Nakano (中野 聖子) est une seiyū né le 2 août 1952.

## Rôles
- Dragon Ball : L'Aventure mystique : Gatcha